# Lazo de selección
El lazo de selección es una herramienta muy utilizada en programas informáticos de edición gráfica y retoque fotográfico. Normalmente se simboliza con una cuerda cerrada sobre sí misma con un nudo corredizo, parecido a los lazos usados por los vaqueros para atrapar reses.
Permite demarcar un área de la imagen sobre la que se quiere trabajar, mediante el trazado con el cursor de una curva de píxeles. Una vez cerrada la curva la selección se confirma, quedando normalmente señalada con el recurso de las marching ants.
- Datos: Q5972006